# American Boy: A Profile of Steven Prince
American Boy: A Profile of Steven Prince (en español: Chico americano: Un perfil de Steven Prince) es un documental estadounidense de 1978 dirigido por Martin Scorsese.

## Argumento
Se centra en la vida de Steven Prince, conocido principalmente por su pequeño rol como "Easy Andy", el vendedor de armas en la película Taxi Driver, de 1976. Prince es el narrador en el documental, donde cuenta historias de su vida cuando era un adicto a las drogas y trabajaba como asistente de gira del músico Neil Diamond. Scorsese mezcla vídeos caseros de Prince en su niñez hablando sobre su familia con entrevistas contemporáneas. Cuando relata sus experiencias como adicto a la heroína, Prince cuenta una historia en la que inyectó adrenalina en el corazón de una mujer con sobredosis, con la ayuda de un diccionario médico y de un marcador. Esta historia fue utilizada por Quentin Tarantino en su guion para la cinta Pulp Fiction. Prince también cuenta una historia sobre sus días trabajando en una estación de gasolina, donde tuvo que dispararle a un hombre al que atrapó robando neumáticos, después de que el hombre sacó un cuchillo y trató de atacarlo. Esta historia fue usada en la película de Richard Linklater Waking Life.
La canción "Time Fades Away" de Neil Young es usada en los créditos finales del documental.
Una secuela, American Prince, fue estrenada en 2009 y dirigida por Tommy Pallotta.